# Danny Tiatto
Daniele Amadeo "Danny" Tiatto (ur. 22 maja 1973 w Werribee) – australijski piłkarz występujący na pozycji pomocnika. Zawodnik klubu St Albans Saints.

## Kariera klubowa
Tiatto seniorską karierę rozpoczął w 1992 roku w zespole Bulleen Zebras z lokalnej ligi Victoria Premier League. W 1994 roku przeszedł do Melbourne Knights z National Soccer League. W latach 1995-1996 dwukrotnie zdobył z nim mistrzostwo NSL, a w 1995 roku także Puchar NSL.
W 1996 roku Tiatto trafił do włoskiej Salernitany z Serie B. Po roku odszedł do szwajcarskiego FC Baden z Challenge League (II liga). Pod koniec 1997 roku został wypożyczony do angielskiego Stoke City z Division One. Zadebiutował tam 29 listopada 1997 roku w przegranym 1:2 pojedynku z Reading. W Stoke grał do końca sezonu 1997/1998.
W 1998 roku Tiatto podpisał kontrakt z Manchesterem City z Division Two. W 1999 roku awansował z nim do Division One, a w 2000 roku do Premier League. W tych rozgrywkach zadebiutował 19 sierpnia 2000 roku w przegranym 0:4 spotkaniu z Charltonem Athletic. 23 października 2000 roku w wygranym 2:0 pojedynku z Southamptonem strzelił pierwszego gola w Premier League. W 2001 roku spadł z zespołem do Division One, ale w 2002 wrócił z nim do Premier League. W Manchesterze Tiatto grał jeszcze przez 2 lata.
W 2004 roku odszedł do Leicester City z Championship. Spędził tam 3 lata, a w 2007 roku wrócił do Australii. Został tam graczem klubu Queensland Roar z A-League. W 2009 roku Queensland Roar zmienił nazwę na Brisbane Roar. W zespole tym Tiatto występował jeszcze rok.
W 2010 roku przeszedł do Melbourne Knights z Victoria Premier League, a w 2011 roku przeniósł się do innej drużyny tej ligi, St Albans Saints.

## Kariera reprezentacyjna
W reprezentacji Australii Tiatto zadebiutował 8 lutego 1995 roku w zremisowanym 0:0 towarzyskim meczu z Kolumbią. W 1996 roku wygrał z zespołem Puchar Narodów Oceanii. 19 czerwca 2000 roku w wygranym 17:0 pojedynku Pucharu Narodów Oceanii z Wyspami Cooka strzelił jedynego gola w drużynie narodowej. Na tamtym turnieju, wygranym przez Australię, zagrał łącznie w 3 meczach.
W latach 1995–2005 w drużynie narodowej Tiatto rozegrał 23 spotkania i zdobył 1 bramkę.